# 立石岐
立石 岐（たていし ちまた、1847年6月25日（弘化4年5月13日）- 1929年（昭和4年）4月4日）は、明治時代の政治家、養蚕家。自由民権運動家。衆議院議員（3期）。旧姓は小野。

## 経歴
亀岡藩の郷士小野某の三男として備中国浅口郡、のちの船穂村（船穂町を経て、現倉敷市船穂町船穂）に生まれる。幼少期に小野春発に学んだのち森田節斎の門に入り、さらに中原某に武術を学んだ。19歳の時、美作津山藩領西西条郡二宮村（苫田郡二宮村を経て、現津山市二宮）の豪農立石正介の養嗣子となった。父の正介は大橋敬之助（立石孫一郎）とともに尊王攘夷に奔走し、遂には終身禁固に処され獄死した。
1878年（明治11年）中島衛らと津山に共之社を結成し養蚕業の育成に取り組む。翌年、県制発布とともに岡山県会議員に当選したが、その翌年辞した。自由民権を唱え、1882年（明治15年）には県内の有志を募り津山にて政談いろは新聞を発刊したが、直ちに発禁処分となった。1884年（明治17年）には判事補となり岡山始審裁判所詰を命じられた。その後、1889年（明治22年）2月の大日本帝国憲法公布に際して衆議院議員を志し、加藤平四郎らが組織する美作国友愛会に所属した。さらに同年5月に東京で行われた大同団結大会に臨み、県下の有志を募り備作大同倶楽部を組織した。ほか、勧解吏員、中国鉄道取締役などを務めた。
1890年（明治23年）7月の第1回衆議院議員総選挙では岡山県第1区から自由党所属で出馬し当選。第2回総選挙、第4回総選挙でも当選し衆議院議員を通算3期務めた。

## 人物
もと大酒飲みであったが、クリスチャンに改宗し以後断固禁酒した。